# Tmesisternus postglaber
Tmesisternus postglaber là một loài bọ cánh cứng trong họ Cerambycidae.